# おうちCO-OP
おうちCO-OP（おうちコープ）は生活協同組合連合会ユーコープ事業連合による、食料品を中心とした個人向け宅配サービスである。キャッチコピーは「あなたにまっすぐ。」。

## 概要

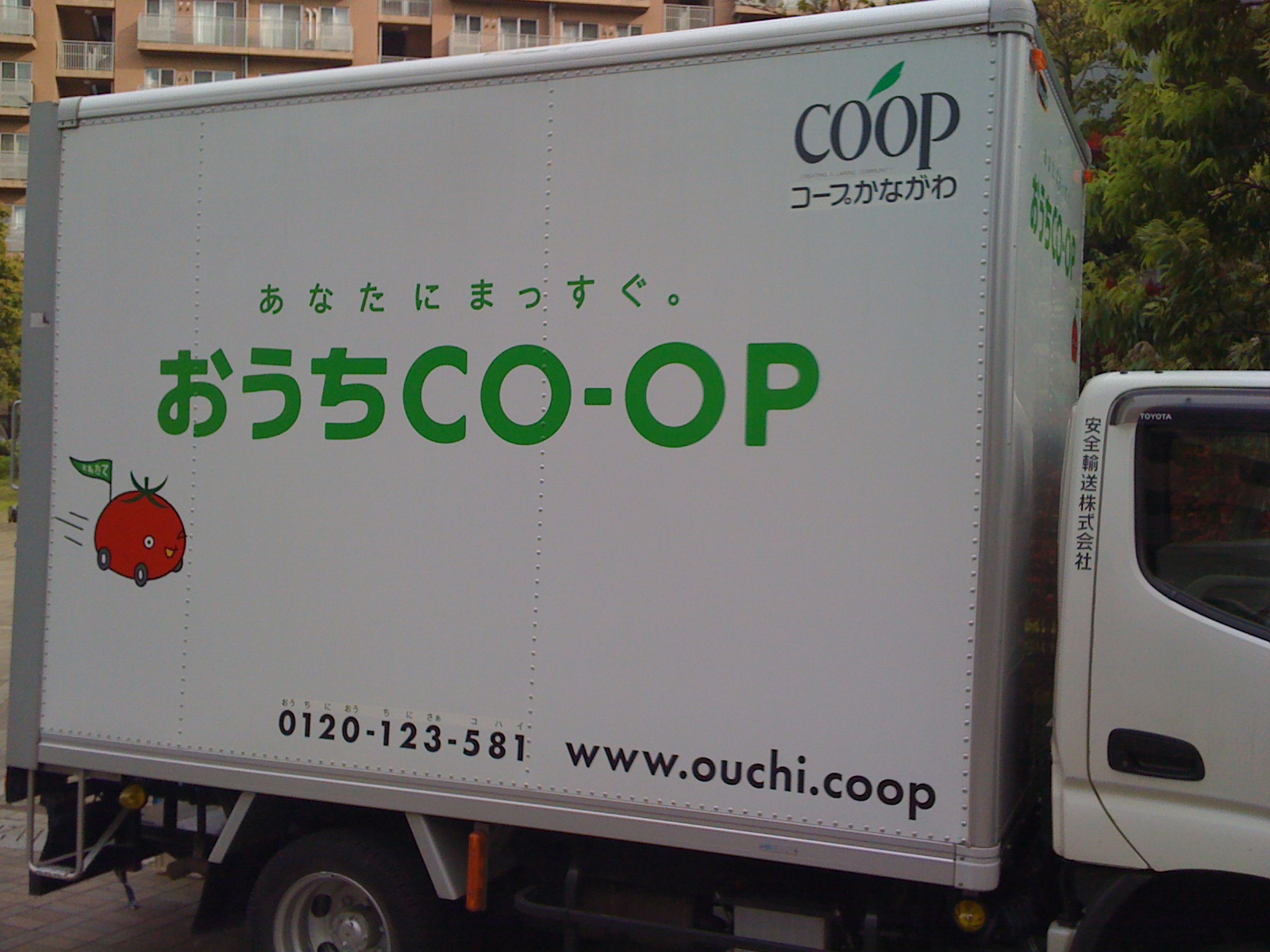
個別宅配のトラック

事業開始は2006年。ユーコープが運営している個人宅配で、利用できる地域は、神奈川県、静岡県、山梨県の3県。現在の利用者数は45万世帯以上（2014年12月現在）。
毎週同じ曜日・時間帯に、注文した商品と、食品・日用品等約2,800品目を掲載するカタログ「お買物めも」を宅配する。
イメージキャラクターはとれたてトマトくん。